# Ceroplesis sumptuosa
Ceroplesis sumptuosa là một loài bọ cánh cứng trong họ Cerambycidae.